# 429 a. C.
El año 429 a. C. fue un año del calendario romano prejuliano. En el Imperio romano se conocía como el Año del Consulado de Tricipitino y Fidenas (o menos frecuentemente, año 325 Ab urbe condita).

## Acontecimientos
- Batallas navales de Patras y Naupacto entre las flotas ateniense, dirigida por Formión, y la peloponesa.
- Cleón asume el liderazgo ateniense a la muerte de Pericles.
- Desastrosa campaña del strategos ateniense Hagnón contra la sitiada ciudad de Potidea.
- En Atenas se registra una segunda oleada, más débil, de la plaga de Atenas (fiebre tifoidea). El líder ateniense Pericles, que había enfermado en la primera aparición de la epidemia (el año anterior), tiene una recaída y muere.
- La peste asuela Grecia y se ensaña sobre todo con Atenas.[1]
- Los peloponesios sitian la ciudad de Platea.
- Rendición de Potidea y evacuación de los sobrevivientes a la ciudad de Olinto.

## Nacimientos
- Ateas, rey de Escitia (f. 339 a. C.)

## Fallecimientos
- Pericles, gobernante de Atenas, víctima de la plaga de Atenas (fiebre tifoidea) que acabó con uno de cada tres atenienses.